# 威洛斯普林斯 (加利福尼亞州莫諾縣)
威洛斯普林斯（英語：Willow Springs）是位於美國加利福尼亞州莫諾縣的一個非建制地區。該地的面積和人口皆未知。

## 地理
威洛斯普林斯的座標為38°11′19″N 119°12′17″W / 38.18861°N 119.20472°W，而該地的平均海拔高度為2056米（即6745英尺）。